# Cronologia de Varrão
Cronologia de Varrão ou cronologia varroniana é a cronologia calculada por Marco Terêncio Varrão.
Varrão foi pioneiro na ciência da cronologia, sendo um dos primeiros  que propôs contar os anos a partir de um certo evento, no caso, a fundação de Roma. Varrão começou a contar os anos a partir da data que, convertida para o calendário juliano proléptico, corresponde a 21 de abril de 753 a.C., ou no terceiro  ano da sexta olimpíada. Varrão foi o segundo que calculou as datas a partir da fundação de Roma, o primeiro foi Catão, o Velho, que calculou no primeiro ano da sétima olimpíada, enquanto Varrão calculou no quarto ano da sexta; os historiadores tem preferido a data de Varrão à data de Catão.
De acordo com Censorino, ele foi o primeiro que regulou a cronologia pelos eclipses. Ainda segundo Censorino, Varrão dividiu a história do mundo em três partes, a primeira, que ia desde os tempos mais remotos até o dilúvio, um período sobre o qual nada se sabe, a segunda, que vai do dilúvio até a primeira olimpíada, que é o período mitológico, e a terceira, desde a primeira olimpíada, que é o período histórico.
Existem três problemas com esta cronologia:
- O ano romano não se iniciava no dia primeiro de janeiro: no século V a.C., o ano começava em primeiro de setembro, e no século IV a.C. em primeiro de julho. Assim, fazer a correspondência entre um ano dado pelos cônsules epônimos e um ano exato no calendário juliano proléptico é impreciso, o correto seria indicar um par de anos (por exemplo, "300/299");
- A lista de cônsules romanos parece estar incompleta, havendo a falta de quatro pares de cônsules;
- Como a intercalação de meses era feita de forma irregular, as datas exatas nas fontes antigas não correspondem às datas no nosso calendário. Por exemplo, o poeta Ênio menciona um eclipse solar ocorrido em 5 de junho, que corresponde à data 21 de junho de 400 a.C.[Nota 3]

A solução adotada por Varrão para resolver o problema dos quatro anos sem cônsules foi supor que nos anos 333, 324, 309 a.C. e 301 a.C. Roma foi governada por ditadores. Além disto, Varrão também incluiu quatro anos de anarquia. Por causa disto, todas as datas na cronologia de Varrão estão erradas para os anos anteriores a 300 a.C.